# Кайдаш Володимир Федорович
Володимир Федорович Кайда́ш (нар. 16 вересня 1914, Лісники — пом. 31 липня 1972, Куянівка) — радянський військовик, учасник німецько-радянської війни; Герой Радянського Союзу з 1945 року.

## Біографія
Народився 16 вересня 1914 року в селі Лісниках (тепер у складі міста Яготина Київської області, Україна) в селянській сім'ї. Українець. Навчався в семирічній школі. Закінчив Смілянський сільськогосподарський техникум. Працював на цукрових заводах в Чернігівській і Сумській областях. Член ВКП(б) з 1939 року.
У період окупації Сумщини був на підпільній роботі, виконував завдання партизанського з'єднання. З серпня 1943 року в Червоній армії. З листопада 1943 року брав участь в боях в складі 1-го Українського і 2-го Українського фронтів.
На посаді командира відділення кабельно-телеграфної роти 359-го окремого батальйону зв'язку (23-й стрілецький корпус, 46-а армія, 2-й Український фронт) в ніч на 5 грудня 1944 року з відділенням у складі передових стрілецьких підрозділів форсував Дунай на південь від Будапешта і, проклавши кілька кабельних ліній, встановив зв'язок з командуванням. Брав участь у відбитті контратак противника.
Був учасником Параду Перемоги в Москві і урочистого прийому в Кремлі на честь переможців.
Після закінчення війни жив в Сумській області, працював головним механіком, заступником головного інженера Буринського, потім Куянівського цукрових заводів. З 1956 року — на пенсії. Неодноразово обирався депутатом Куянівської сільської ради. За його ініціативи та за його участю в 1969 році в селі Куянівці був створений музей.

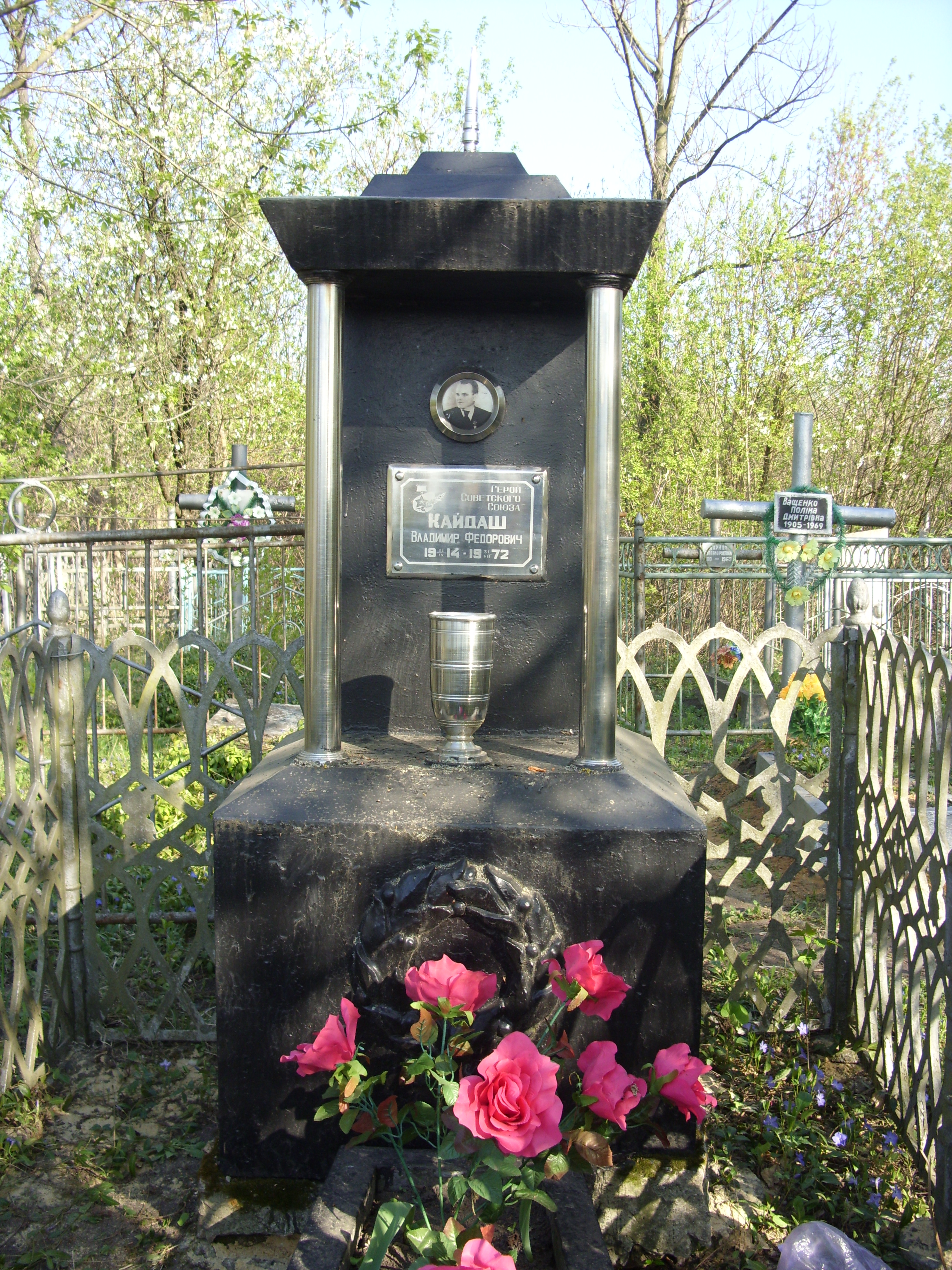
Могила.

Помер в Куянівці 31 липня 1972 року. Похований на кладовищі села Куянівки.

## Нагороди
- Герой Радянського Союзу (указ Президії Верховної Ради СРСР від 24 березня 1945 року; за зразкове виконання бойових завдань командування на фронті боротьби з німецькими загарбниками і проявлені при цьому відвагу і геройство; орден Леніна і медаль «Золота Зірка» № 3 774). Нагороду вручив особисто Маршал Радянського Союзу Родіон Якович Малиновський;
- Нагороджений також орденом Вітчизняної війни II-го ступеня (31 липня 1944), медалями «За перемогу над Німеччиною» (9 травня 1945), «За взяття Будапешта»  (9 червня 1945)[1].

## Вшанування пам'яті

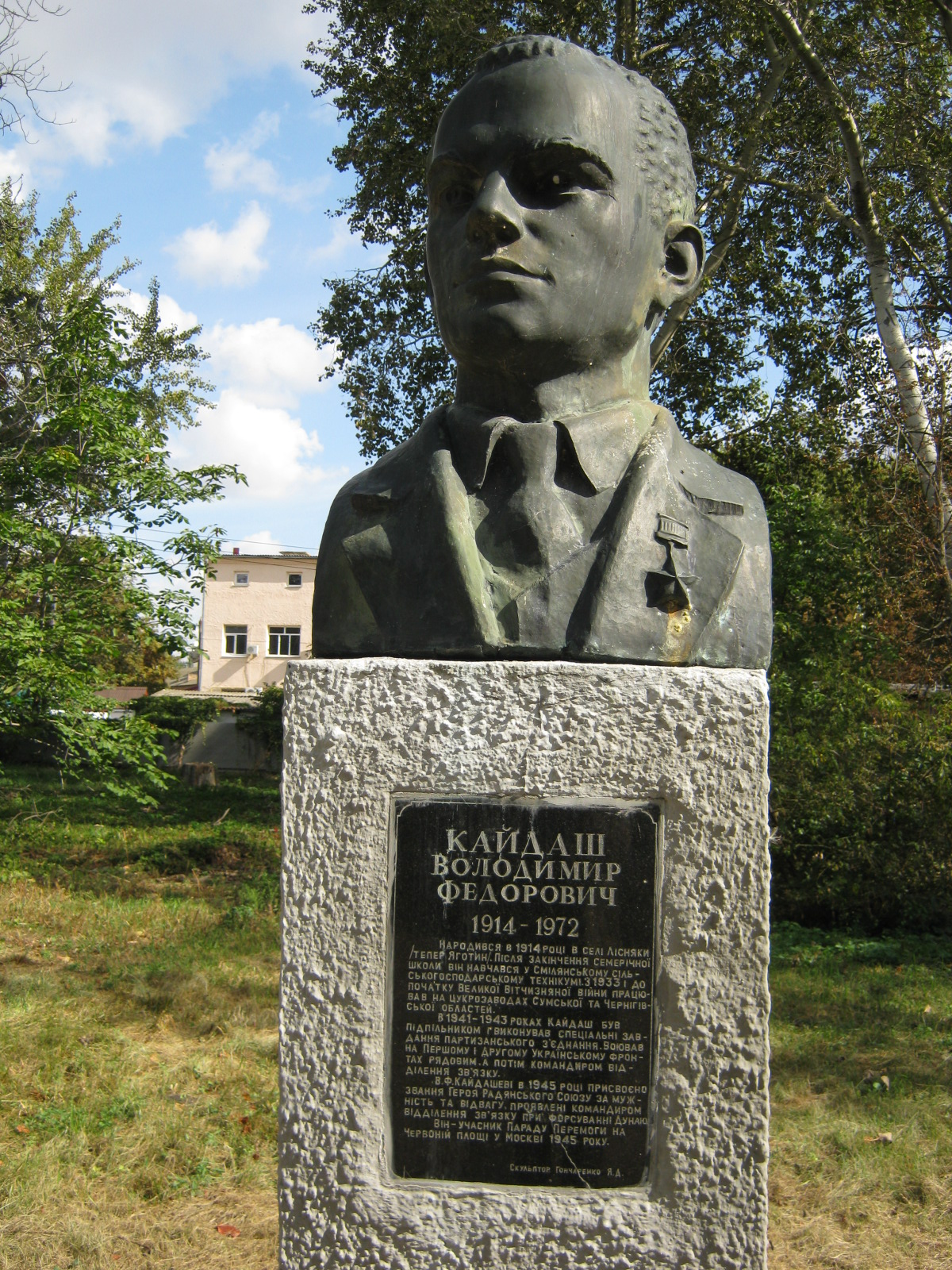
погруддя в Яготині.

- Ім'ям Героя названа центральна вулиця села Куянівці, на якій в 1981 році встановлено пам'ятний знак;
- Почесний член бригади Куянівського цукрового заводу;
- Його ім'я вибито на пам'ятному знаку землякам-героям в місті Білопіллі[2];
- Його погруддя встановлене на Алеї Героїв у місті Яготині.